# Dąbrowa (Polinów)
Dąbrowa – część wsi Polinów w Polsce położona w województwie lubelskim, w powiecie bialskim, w gminie Janów Podlaski. 
14 października 1933 powstała gromada o nazwie Polinów-Mauryki w gminie Zakanale w powiecie bialskim w woj. lubelskim, składającej się ze wsi Polinów-Mauryki i Polinów-Dąbrowa. W 1973 roku sołectwo nazywało się Mauryki-Polinów i weszło w skład gminie Janów Podlaski{. W latach 1975–1998 miejscowość administracyjnie należała do województwa bialskopodlaskiego.
Wierni Kościoła rzymskokatolickiego należą do parafii św. Jana Apostoła w Klonownicy Dużej.